# Джамнагар
Джамнагар (гудж. જામનગર, англ. Jamnagar) — місто в Індії, столиця однойменного округу на заході штату Гуджарат. Бурхливе зростання Джамнагара припало на 1920-і роки, до цього він був відомий під назвою Наванагар і був центром однойменного князівства. Сьогодні в Джамнагарі мешкає близько 500 тисяч осіб.
Джамнагар розташований на півдні Качської затоки і нині є значним промисловим центром. Велике значення для розвитку міста мало спорудження тут компанією Reliance Industries найбільшого в світі нафтопереробного заводу. Джамнагар має статус особливої економічної зони з податковими тв митними пільгами. У місті розташований ще один великий нафтопереробний завод компанії Essar Oil.